# Business jet

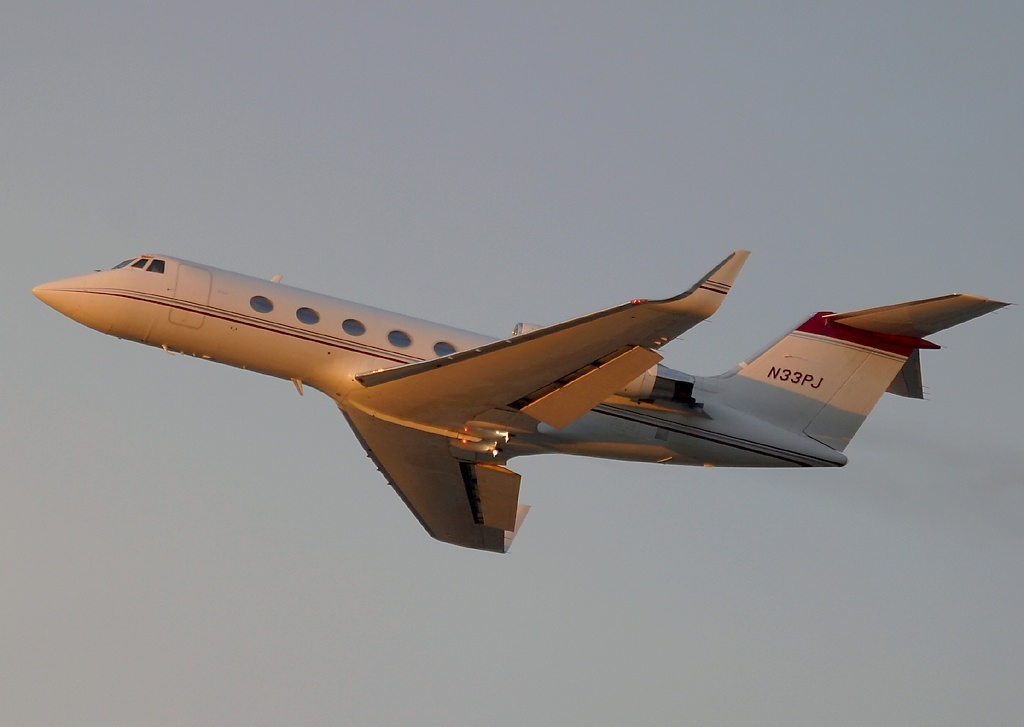
Il primo grande jet a lungo raggio fu il Grumman Gulfstream II nel 1966.

Business jet, private jet o, colloquialmente, bizjet sono termini che descrivono un aereo a reazione, di solito di piccole dimensioni, adibito al trasporto di gruppi di uomini d'affari o di persone facoltose. I business jet possono essere adattati anche per altri ruoli, come ad esempio l'evacuazione di vittime o le consegne di pacchi espresso, e possono essere utilizzati da enti pubblici, governi o forze armate. I termini più formali di corporate jet, executive jet, VIP transport o business jet tendono ad essere utilizzati dalle aziende che costruiscono, vendono, comprano e noleggiano questi aerei. 

## Tipologie
Aerei a motore a pistoni 
Costruttori
- Cirrus
- Cessna
- Hawker Beechcraft
- Diamond
- Mooney

 Aerei a motore turboelica 
Costruttori
- Cessna
- Hawker Beechcraft
- Piaggio
- Piper
- Pilatus
- Socata

 Aerei a motore turboventola 
Costruttori
- Airbus
- Boeing
- Bombardier
- Cessna
- Dassault Falcon Jet
- Eclipse
- Embraer
- Emivest Aerospace
- Gulfstream
- Hawker Beechcraft

 Elicotteri 
Costruttori
- AgustaWestland
- Bell
- Enstrom Helicopter
- Eurocopter
- Robinson
- Sikorsky

## Classi
Heavy jets
- Airbus ACJ
- Boeing BBJ
- Embraer Lineage 1000
- Tupolev Tu-204-300A

Large size jets
- Bombardier Aerospace
  - Bombardier Challenger 850
  - Bombardier Global 5000
  - Bombardier Global 6000
  - Bombardier Global Express
- Dassault Aviation
  - Dassault Falcon 7X
  - Dassault Falcon 8X
- Gulfstream Aerospace
  - Gulfstream G500
  - Gulfstream G550
  - Gulfstream G650

Super mid-size jets
- Bombardier Aerospace
  - Bombardier Challenger CL-300
  - Bombardier Challenger CL-600
- Dassault Aviation
  - Dassault Falcon 5X
  - Dassault Falcon 6X
  - Dassault Falcon 900
  - Dassault Falcon 2000
- Embraer
  - Embraer Legacy 600
- Gulfstream Aerospace
  - Gulfstream G350
  - Gulfstream G450
- Hawker Beechcraft
  - Hawker 4000

Mid-size jets
- Bombardier Aerospace
  - Learjet 60 XR
  - Learjet 85
- Cessna
  - Citation Columbus
  - Citation X
  - Citation XLS
  - Citation Sovereign
- Dassault Aviation
  - Dassault Falcon 20/200
  - Dassault Falcon 50
- Embraer
  - Embraer Legacy 450
  - Embraer Legacy 500
- Gulfstream Aerospace
  - Gulfstream 150
  - Gulfstream 250
- Hawker Beechcraft
  - Hawker 750
  - Hawker 850 XP
  - Hawker 900XP

Light jets
- Aérospatiale
  - Aérospatiale SN-601 Corvette
- Bombardier Aerospace
  - Learjet 40
  - Learjet 45
- Cessna
  - Citation CJ1
  - Citation CJ2
  - Citation CJ3
  - Citation CJ4
  - Citation Bravo
  - Citation Encore
- Dassault Aviation
  - Dassault Falcon 10/100
- Embraer
  - Phenom 300
- Grob
  - Grob SPn
- Hawker Beechcraft
  - Beechcraft Premier I
- Sino Swearingen
  - SJ30-2

Very light jets
- Adam Aircraft Industries
  - Adam A700
- Cessna
  - Cessna Citation Mustang
- Cirrus Design
  - Cirrus Vision SF50
- Comp Air
  - Comp Air Jet
- Diamond Aircraft Industries
  - D-Jet
- Eclipse Aviation
  - Eclipse 500
  - Eclipse 400
- Embraer
  - Phenom 100
- Epic Aircraft
  - Epic Elite
  - Epic Victory
- Honda
  - HondaJet
- Piper
  - PiperJet
- Spectrum Aeronautical
  - Spectrum S-33 Independence

## Galleria d'immagini

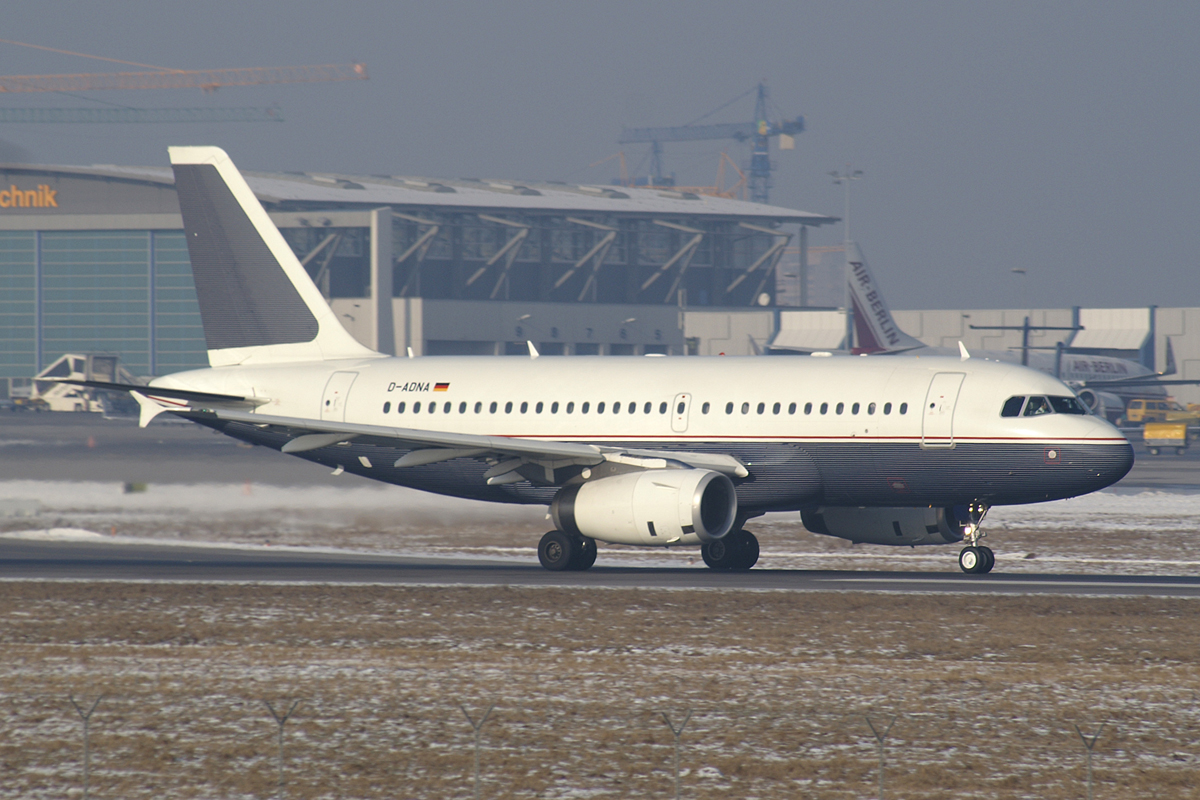
Airbus A319 ACJ
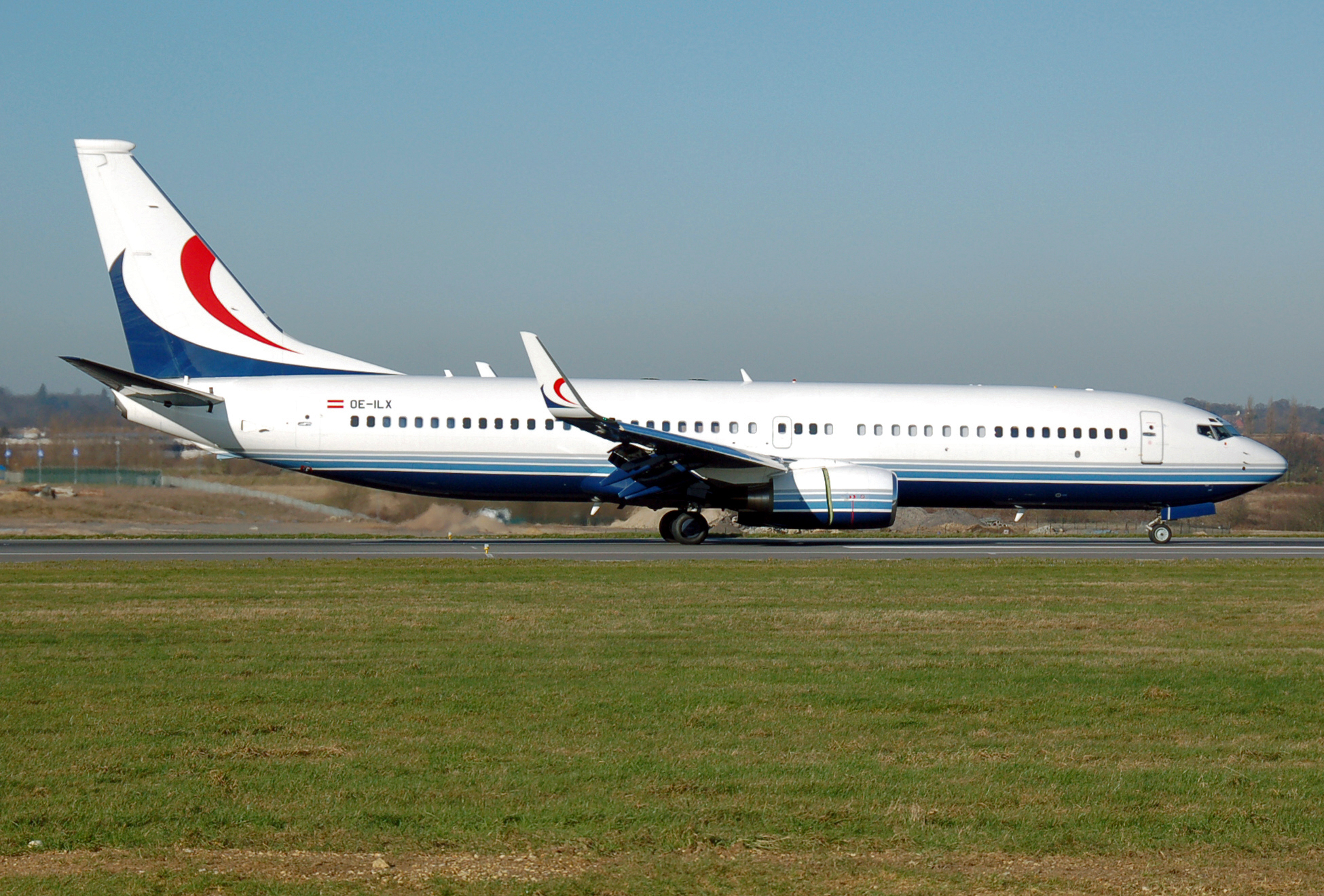
Private Boeing 737-800
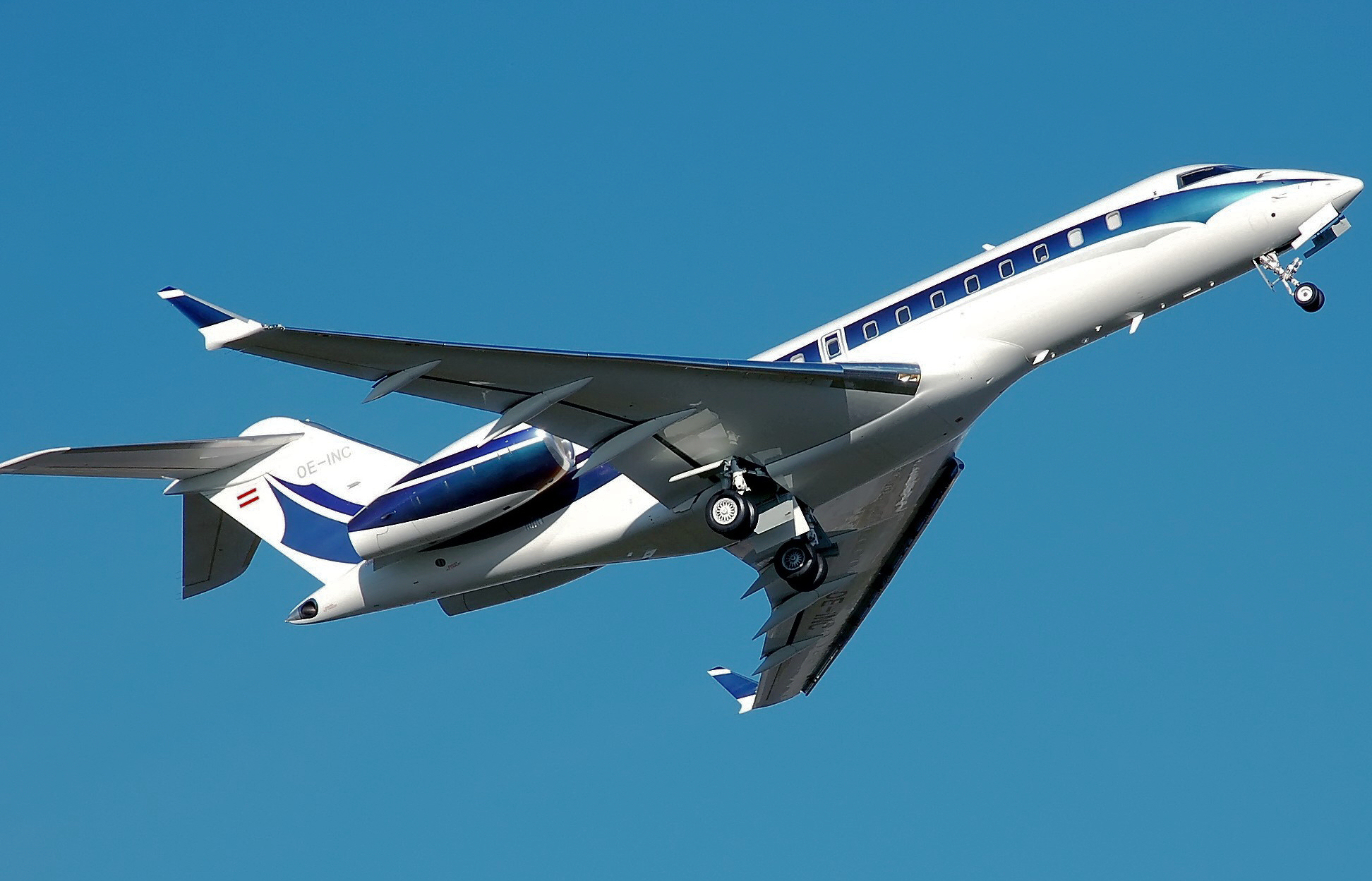
Bombardier Global 5000
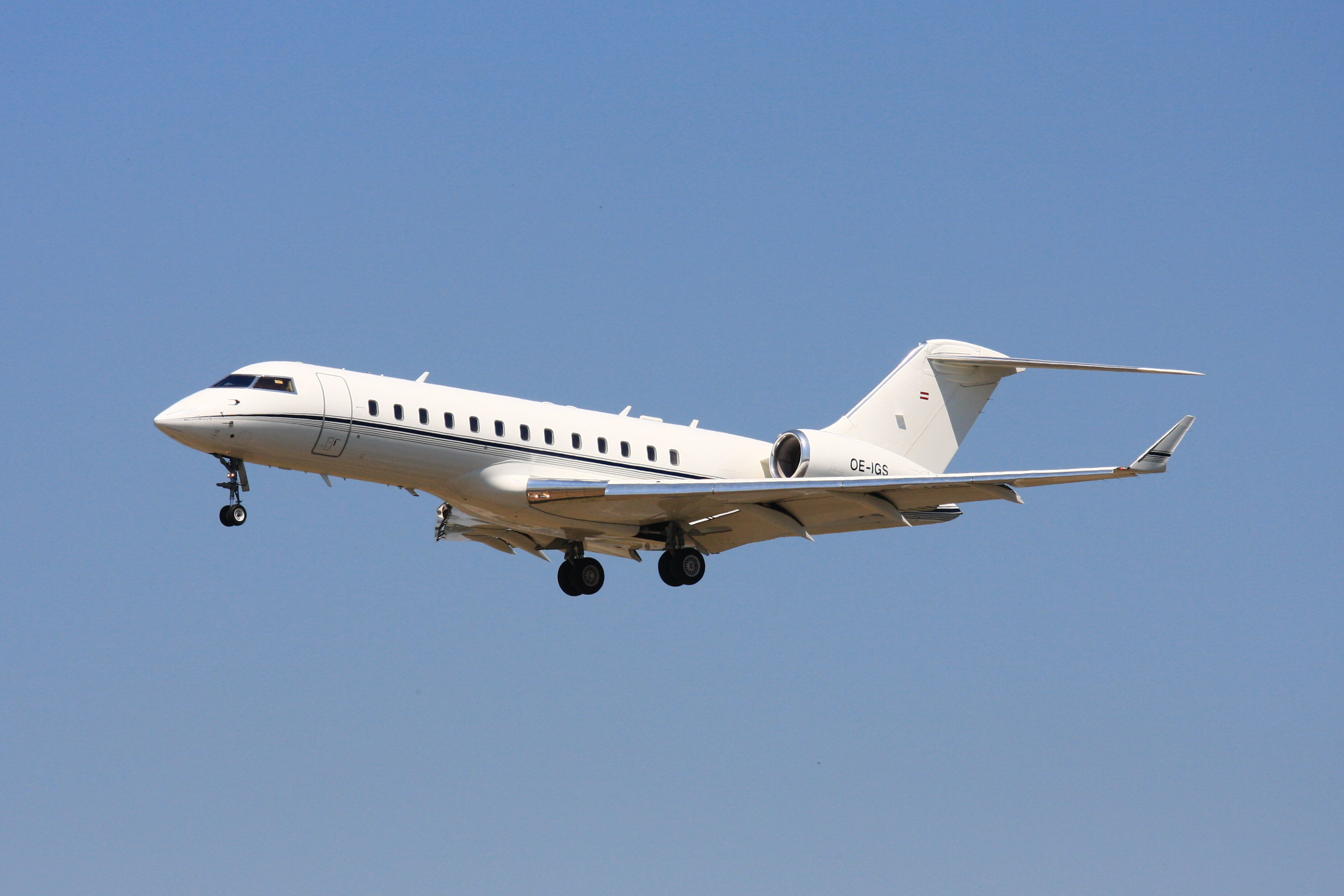
Bombardier Global Express
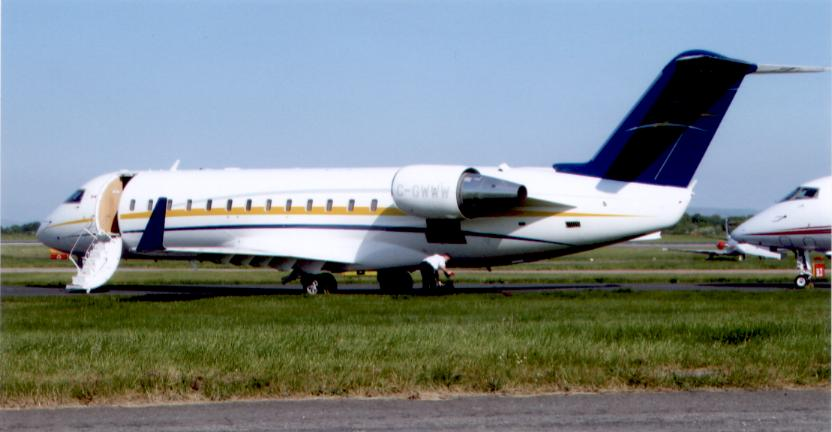
Bombardier Challenger 850
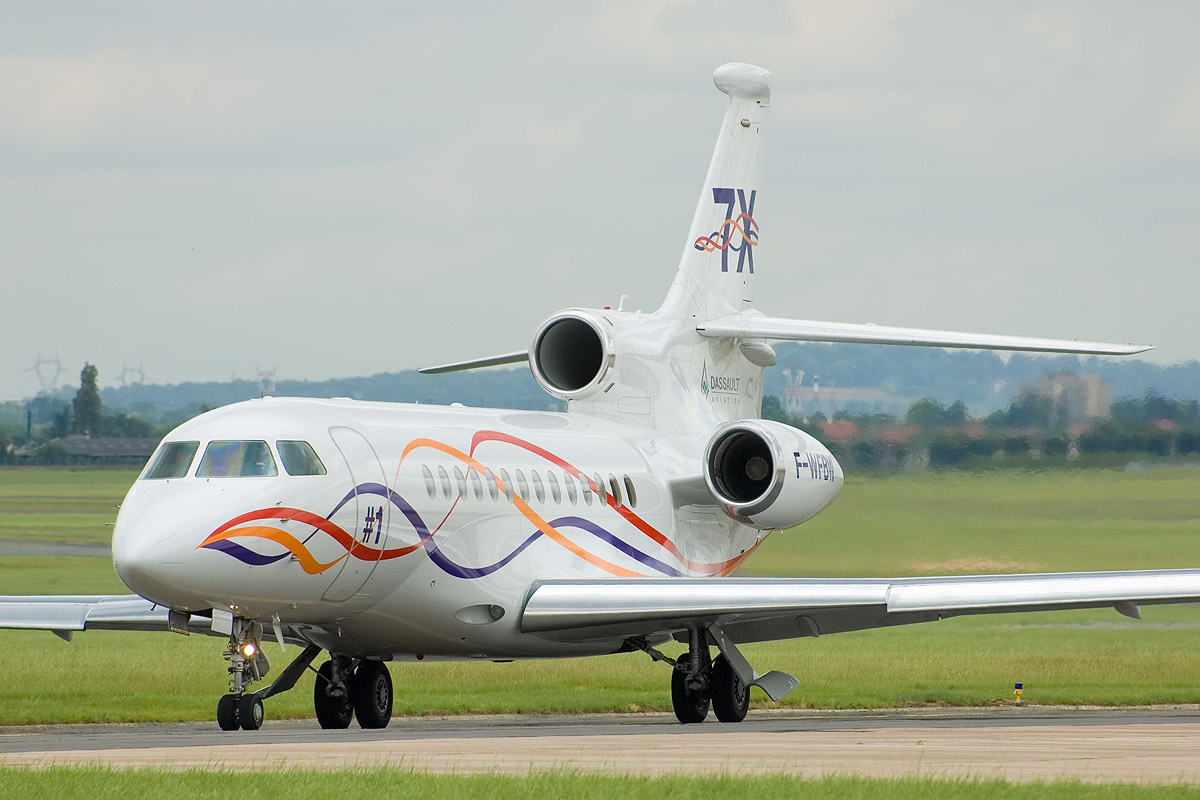
Dassault Falcon 7X
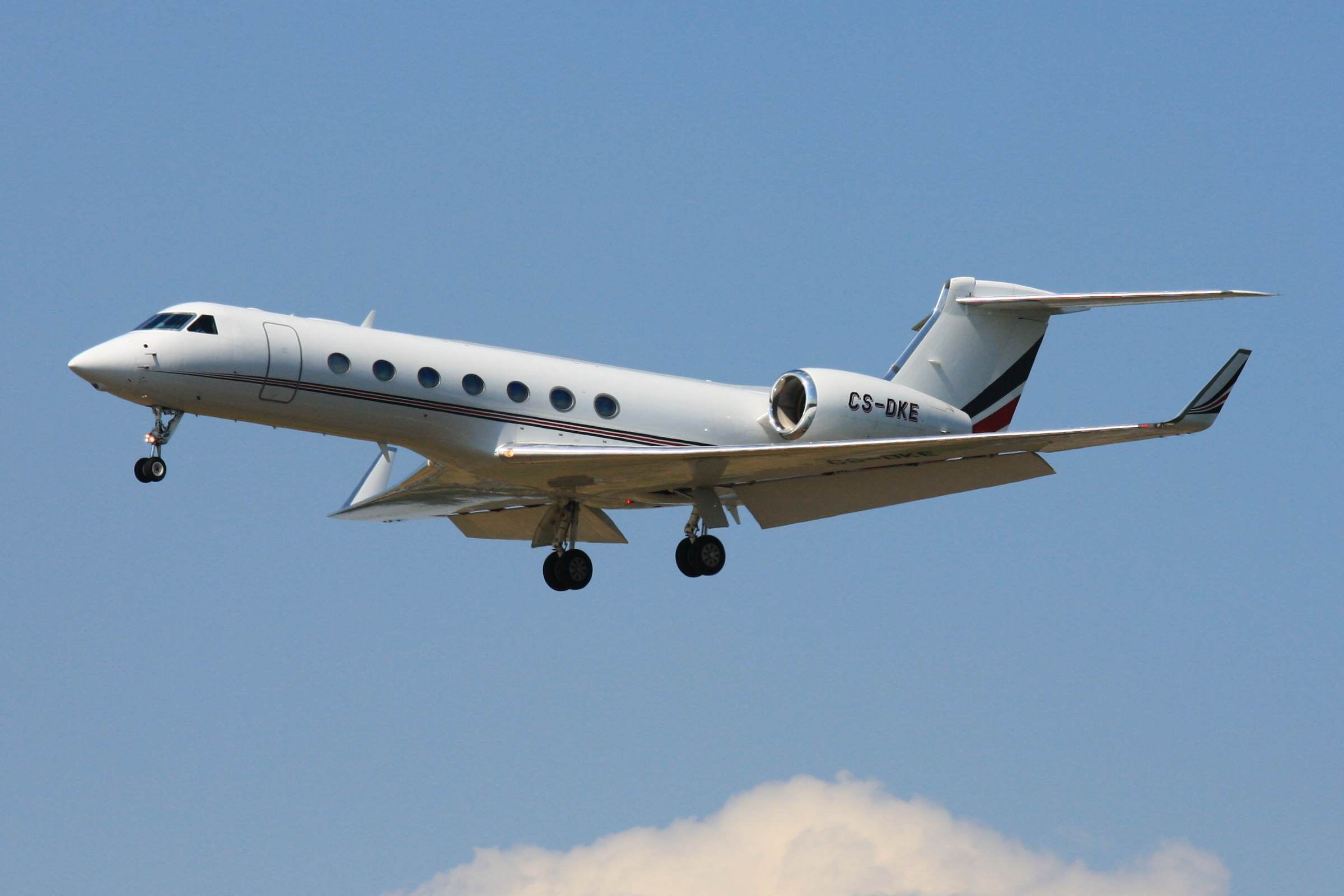
Gulfstream G550
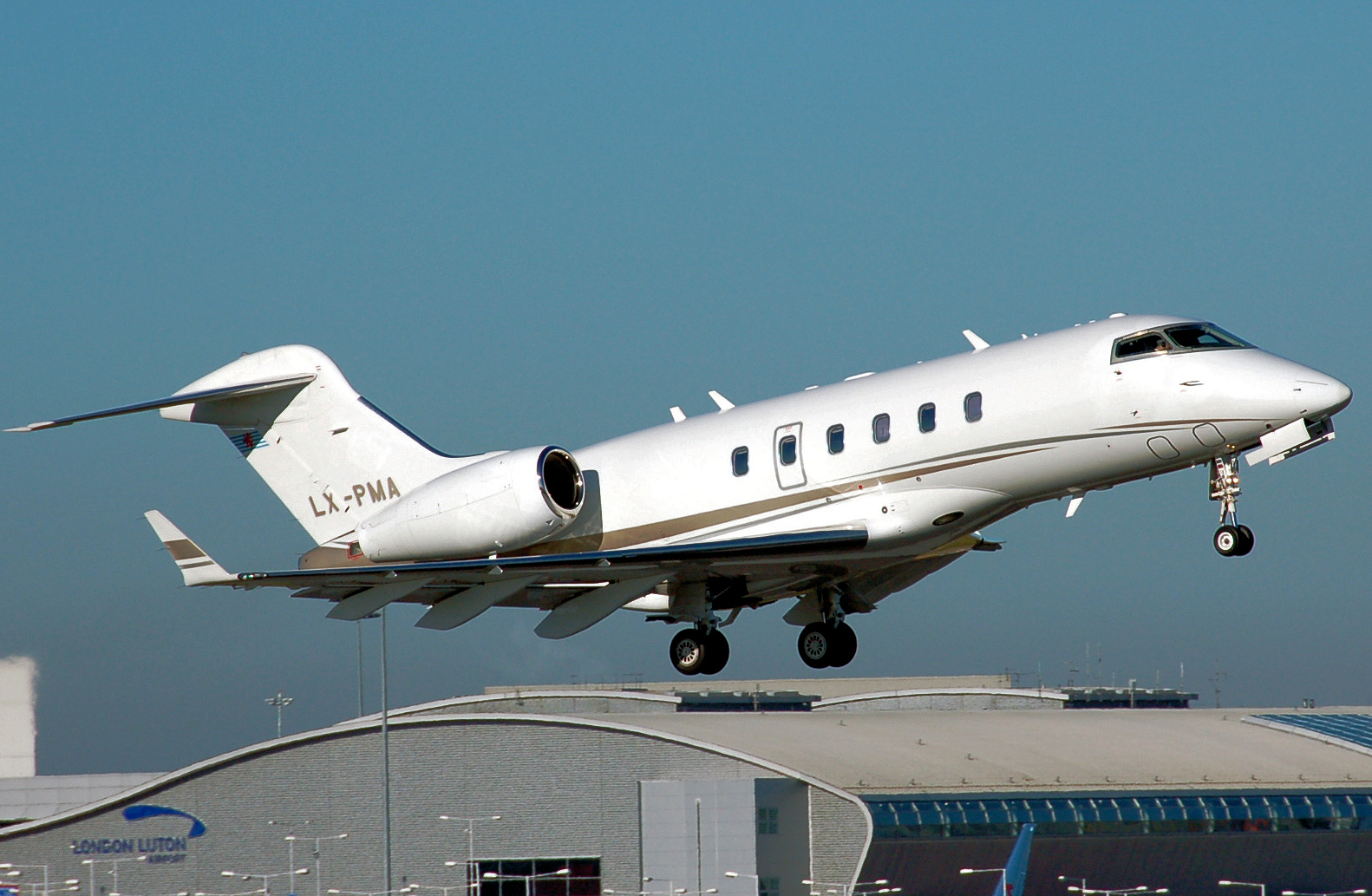
Bombardier Challenger CL-300
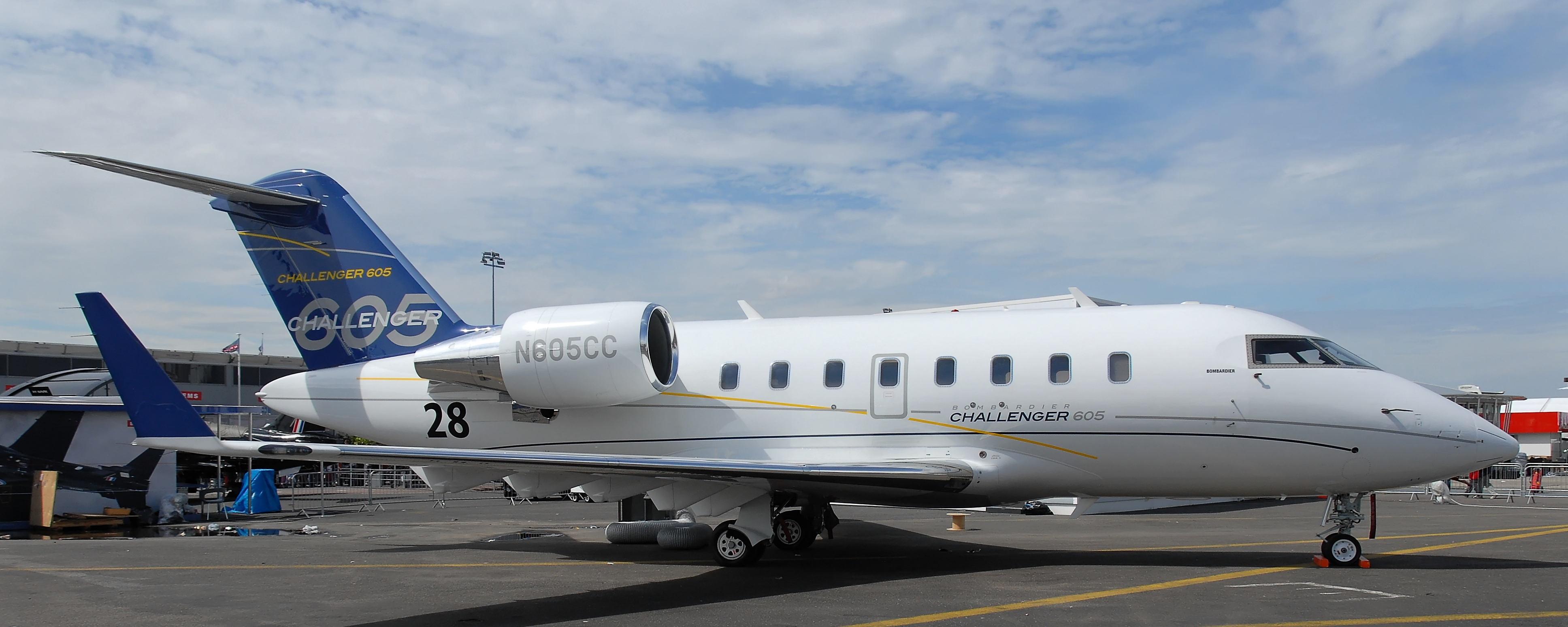
Bombardier Challenger CL-600
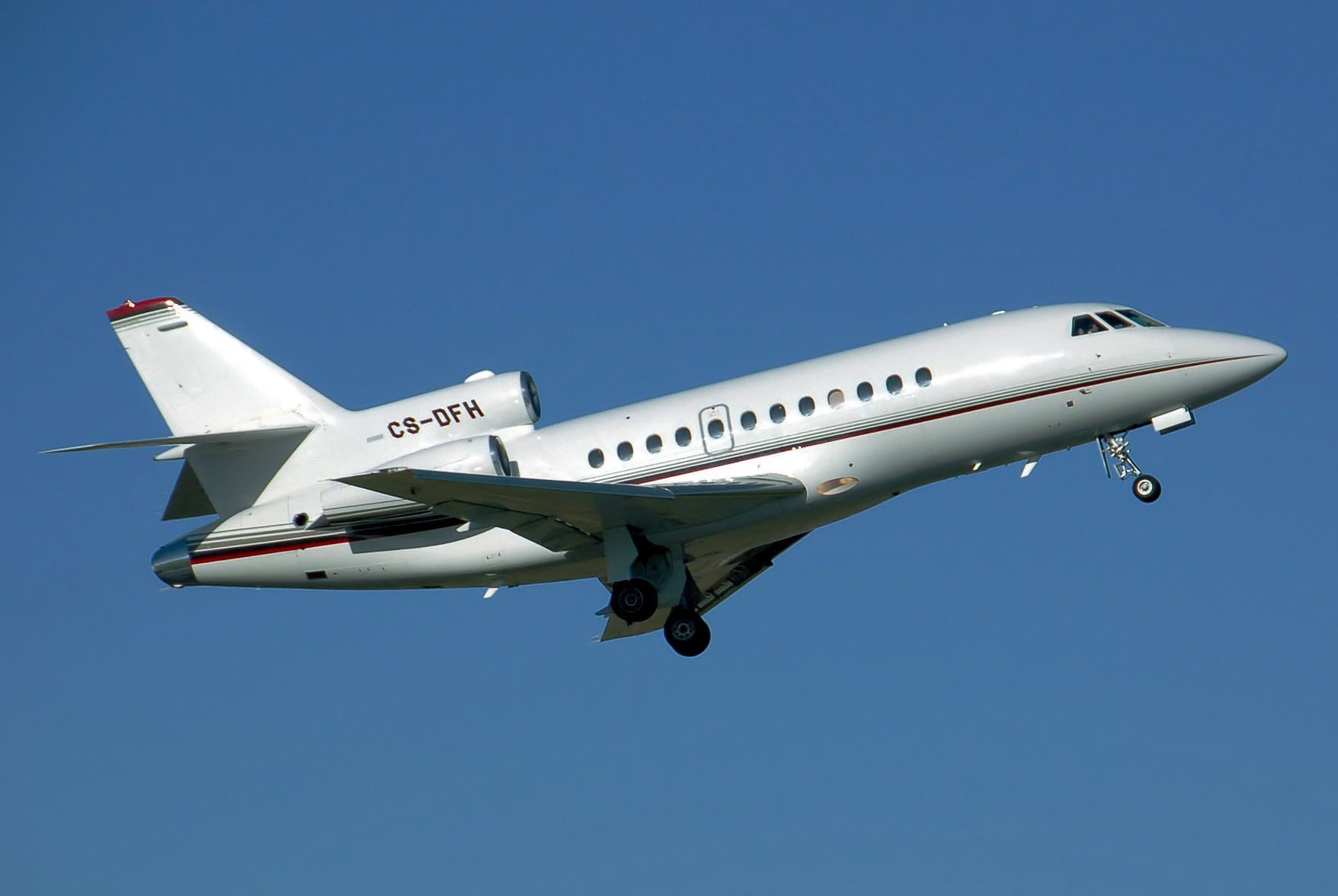
Dassault Falcon 900
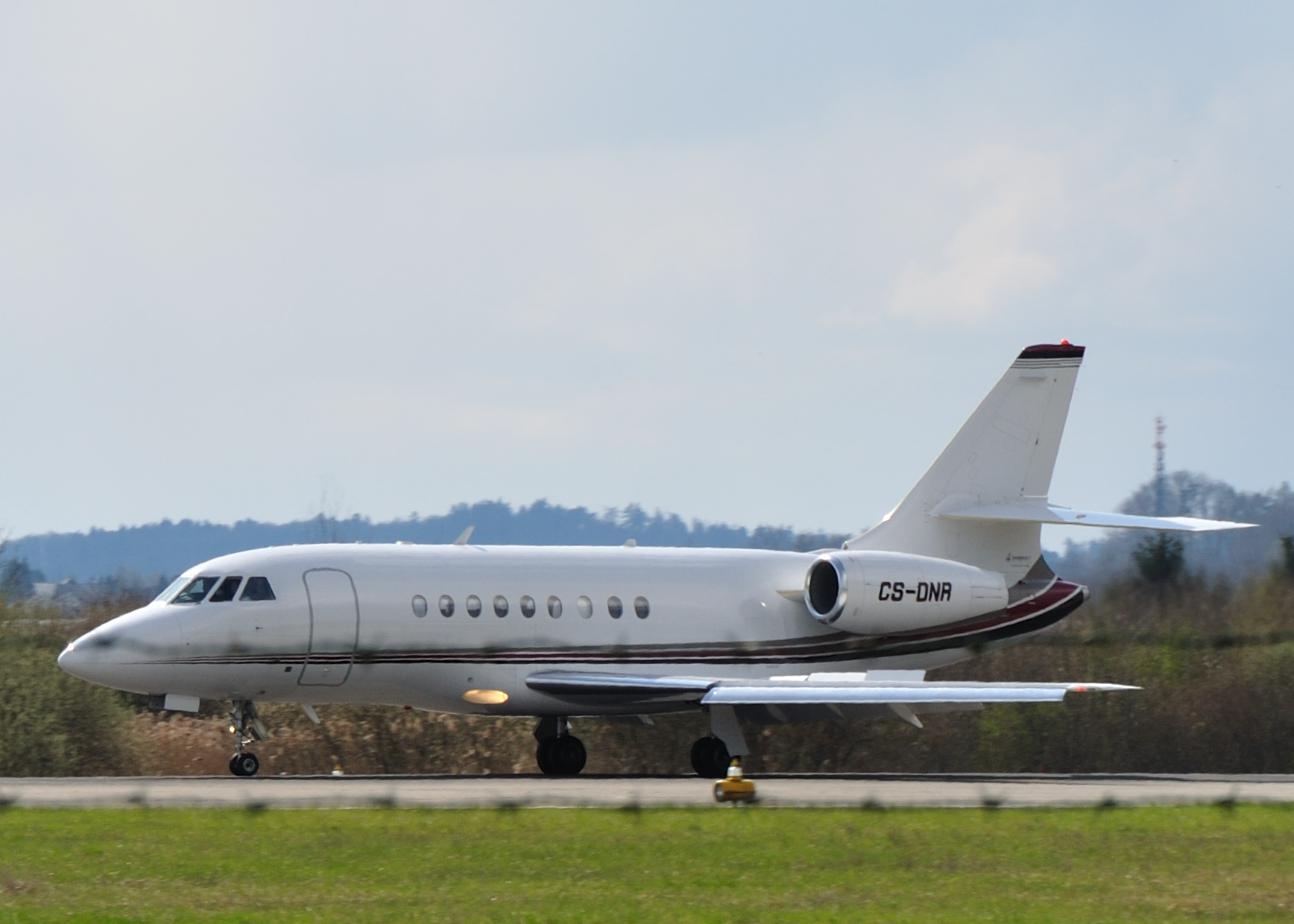
Dassault Falcon 2000
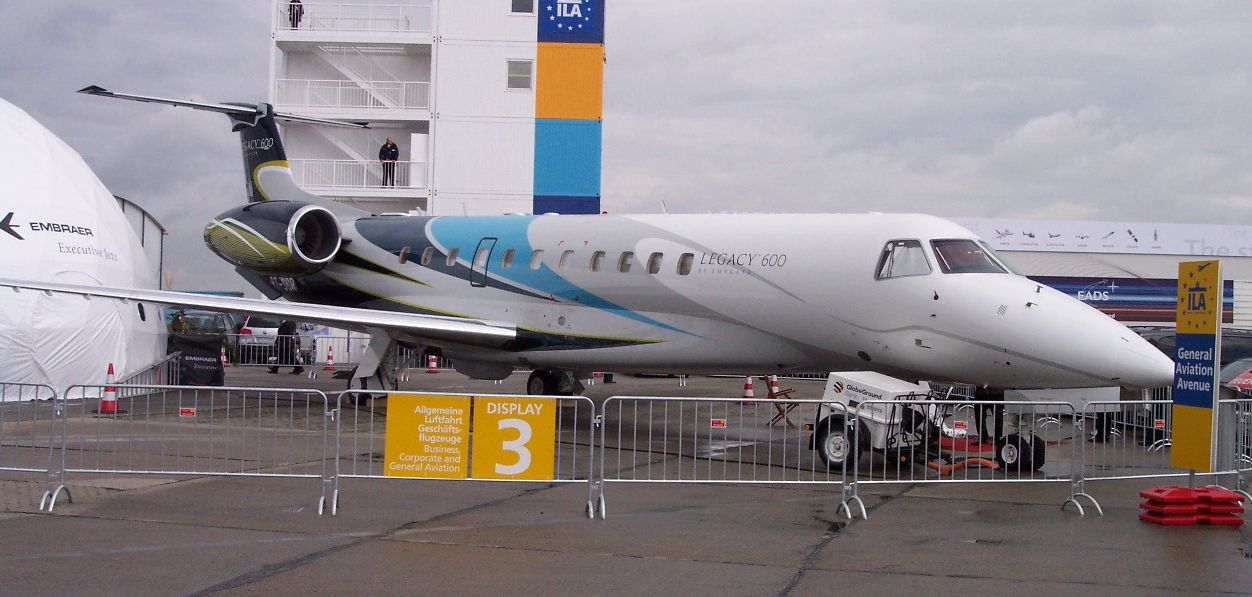
Embraer Legacy 600
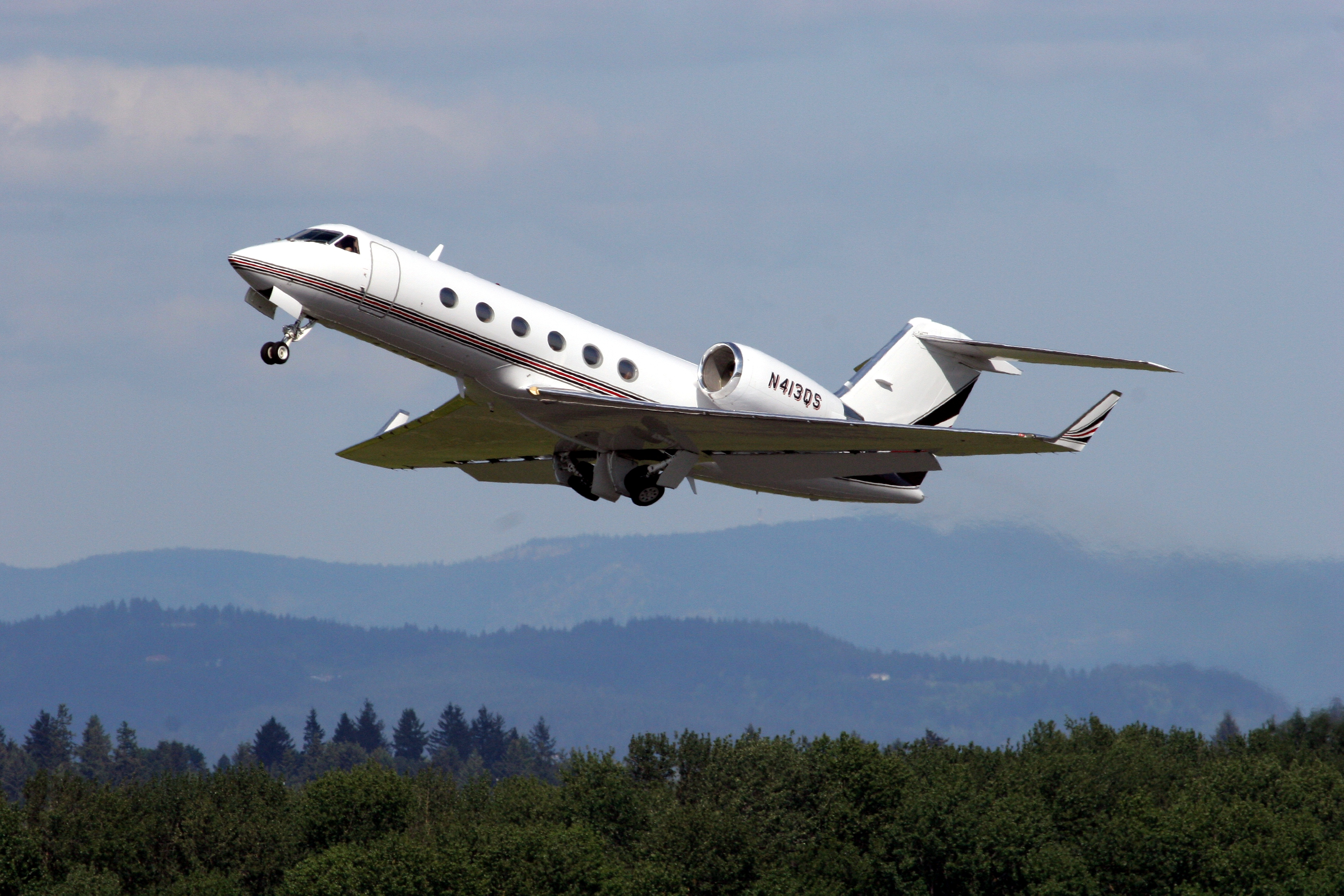
Gulfstream G-400
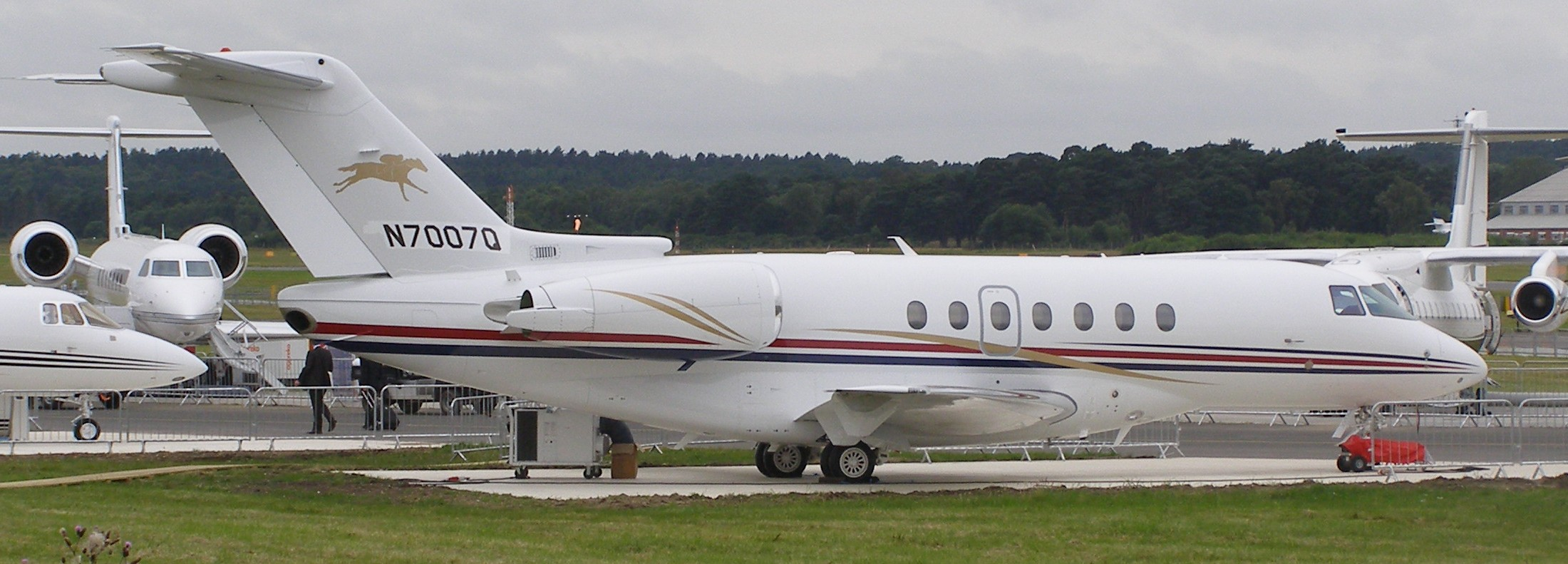
Hawker 4000
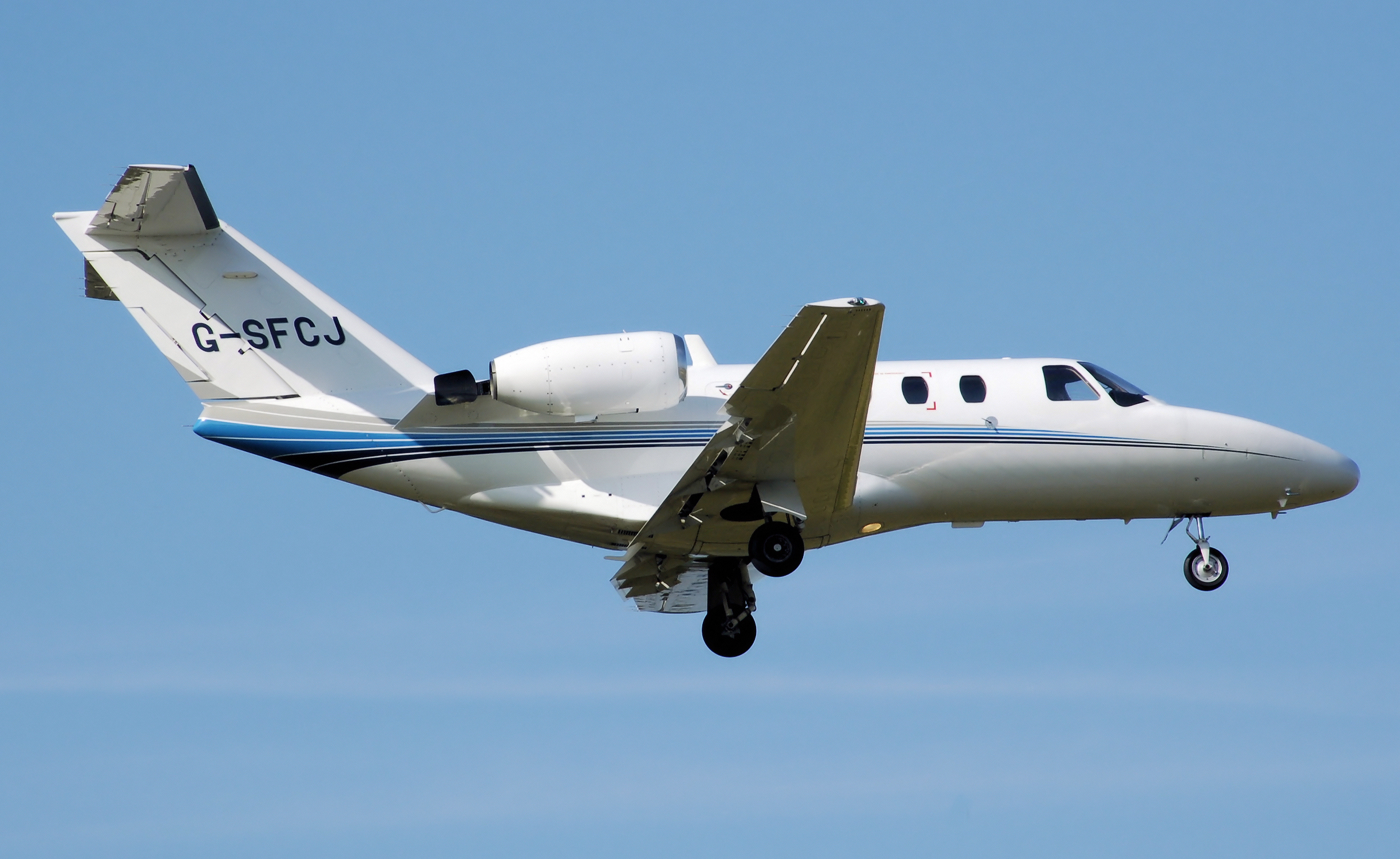
Cessna Citation